# Президент (гора)
Президент (англ. Mount President) — это горная вершина массива Президент/Вице-президент в восточной части Британской Колумбии. Она находится к северу от озера Эмеральд в Национальном парке Йохо, недалеко от хижины Стэнли Митчелла, принадлежащей альпинистскому клубу Канады.

## Климат
Согласно классификации климата Кёппена, гора расположена в субарктической климатической зоне с холодной, снежной зимой и мягким летом. Температура может опускаться ниже −20 °C, а ветро-холодовой индекс ниже −30 °C.